# Міхаель Жапер
Міхаель Жапер (хорв. Mihael Žaper, нар. 11 серпня 1998, Осієк, Хорватія) — хорватський футболіст, півзахисник клубу «Хайдук».

## Ігрова кар'єра

### Клубна
Міхаель Жапер є вихованцем футбольної школи клубу «Осієк» зі свого рідного міста Осієк. З 2010 року він грав у молодіжних клубних командах. Перед сезоном 2015/16 він був внесений в заявку першої команди на участь у чемпіонаті країни. 13 травня 2016 року у матчі чемпіонату проти «Інтера» (Запрешич) Жапер дебютував у першій команді «Осієка» і в дебютному матчі відзначився забитим голом.
Влітку 2023 року Жапер перейшов до складу «Хайдука». Першу гру у новій команді футболіст провів 13 вереся 2023 року у матчі на Кубок країни.

### Збірна
У 2021 році у складі молодіжної збірної Хорватії Міхаель Жапер брав участь у молодіжному чемпіонаті Європи в Угорщині та Словенії.